# Magdalena Neuner
Magdalena Neuner  (n. 9 februarie 1987, Garmisch-Partenkirchen, RFG) este o fostă biatlonistă germană, laureată cu două medalii de aur și una de argint la Jocurile Olimpice din 2010.

## Biografie
Ea a crescut în Wallgau, la vârsta de nouă ani a început să practice sportul. Școala reală o termină în anul 2003, după care se ocupă  numai de biatlon. În același an devine membră a clubului de schi al vămii germane.
Ca și campioană multiplă la juniori va debuta în anul 2006 la campionatul mondial câștigând în anul 2007 concursul de sprint de la Oberhof. O lună mai târziu obține la campionatul mondial trei medalii de aur, fiind una dintre cele mai tinere atlete care a obținut la un campionat mondial trei titluri, iar după Petra Behle, cea mai tânără atletă germană care devine campioană mondială. Anul următor îmbunătățește recordul prin câștigarea a șase medalii de aur, iar în 2009 mai obține o medale de argint. Prin recordul stabilit de ea la Cupa Mondială la campionatul de biatlon din anul 2007/2008 a devenit cea mai bună și cea tânără atletă care a participat până în prezent la International Biathlon Union (IBU). Aceste succese au trezit atenția presei internaționale, Neuner devenind una dintre cele mai populare atlete din Germania.
| MEDALII - 6 x Aur 1 x Argint 0 x Bronz la Campionatul Mondial - 7 x Aur 4 x Argint 0 x Bronz la Campionatul de Juniori - 0 x Aur 0 x Argint 1 x Bronz la Campionatul European - 3 x Aur 0 x Argint 0 x Bronz la Campionatul Mondial de Vară - 2 x Aur 3 x Argint 1 x Bronz la Campionatul German |